# Македония (1919 – 1923)
Вижте пояснителната страница за други значения на Македония.
„Македония“ с подзаглавие Орган на Изпълнителния комитет на македонските братства е български вестник, редактиран от Георги Баждаров, излизал от 29 ноември 1919 до 27 януари 1923 година в София, България
Излиза в сряда и събота. Печата се в печатницата на Петър Глушков и в печатница Едисон.
| Годишнина | Броеве    | Дата                               |
| --------- | --------- | ---------------------------------- |
| I         | 1 – 107   | 29 ноември 1919 – 19 декември 1920 |
| II        | 108 – 180 | 6 януари 1921 – 29 декември 1921   |
| III       | 181 – 274 | 5 януари 1922 – 31 декември 1922   |
| IV        | 275 – 280 | 3 януари 1923 – 27 януари 1923     |

От 95 брой подзаглавието е Орган на Съюза на македонските братства, а от 184 брой – Орган на Съюза на македонските братства в България. 234 е тържествен Илинденски брой. От втората годишнина излиза приложение Маседоан на френски език.
Вестникът е на позициите на ВМРО и полемизира с органа на Временната комисия и впоследствие Македонската федеративна организация „Автономна Македония“ на Иван Снегаров и Владислав Ковачев. Публикува информация за дейността на македонските емигрантски организации в България, за международното положение на Балканите и за ситуацията в присъединените към Сърбия и Гърция части на Македония. Във вестника пишат Данаил Крапчев, Никола Милев, Георги Кулишев, Кирил Пърличев, Наум Томалевски, Георги Трайчев.
В 1923 година, при обединението на емиграцията, „Македония“ и „Автономна Македония“ се сливат и започват да излизат под името „Независима Македония“.